# Cirripectes stigmaticus
Cirripectes stigmaticus är en fiskart som beskrevs av Strasburg och Schultz, 1953. Cirripectes stigmaticus ingår i släktet Cirripectes och familjen Blenniidae. Inga underarter finns listade i Catalogue of Life.